# Phylloxera reticulata
Phylloxera reticulata är en insektsart som beskrevs av Duncan 1922. Phylloxera reticulata ingår i släktet Phylloxera och familjen dvärgbladlöss. Inga underarter finns listade i Catalogue of Life.